# Champignon phytopathogène

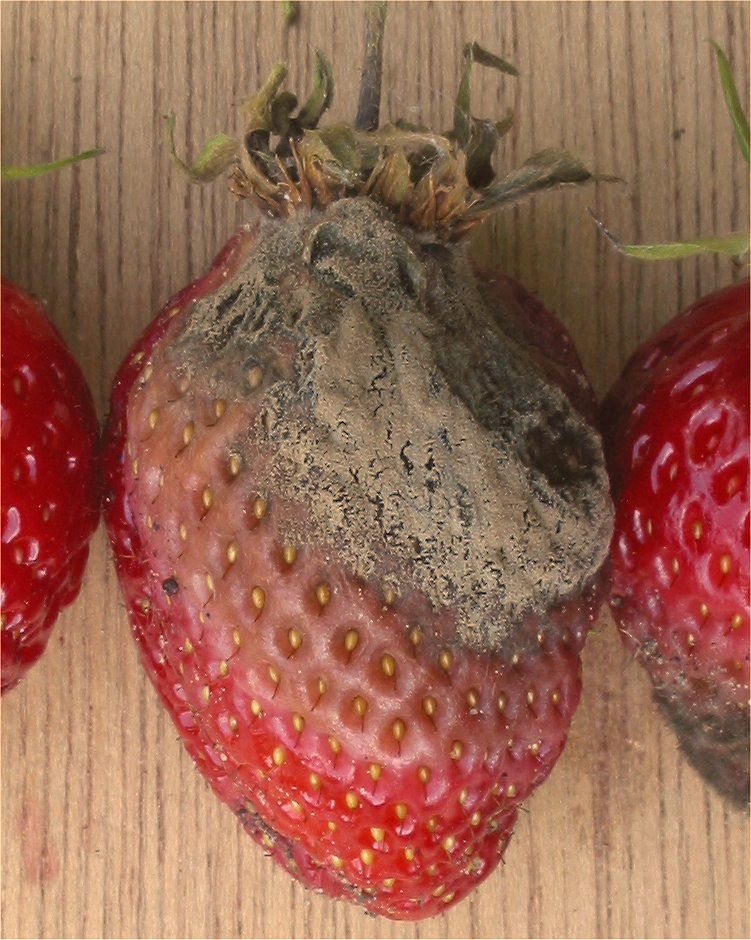
Fraise atteinte par la pourriture grise (due à un champignon ascomycète, Botrytis cinerea).

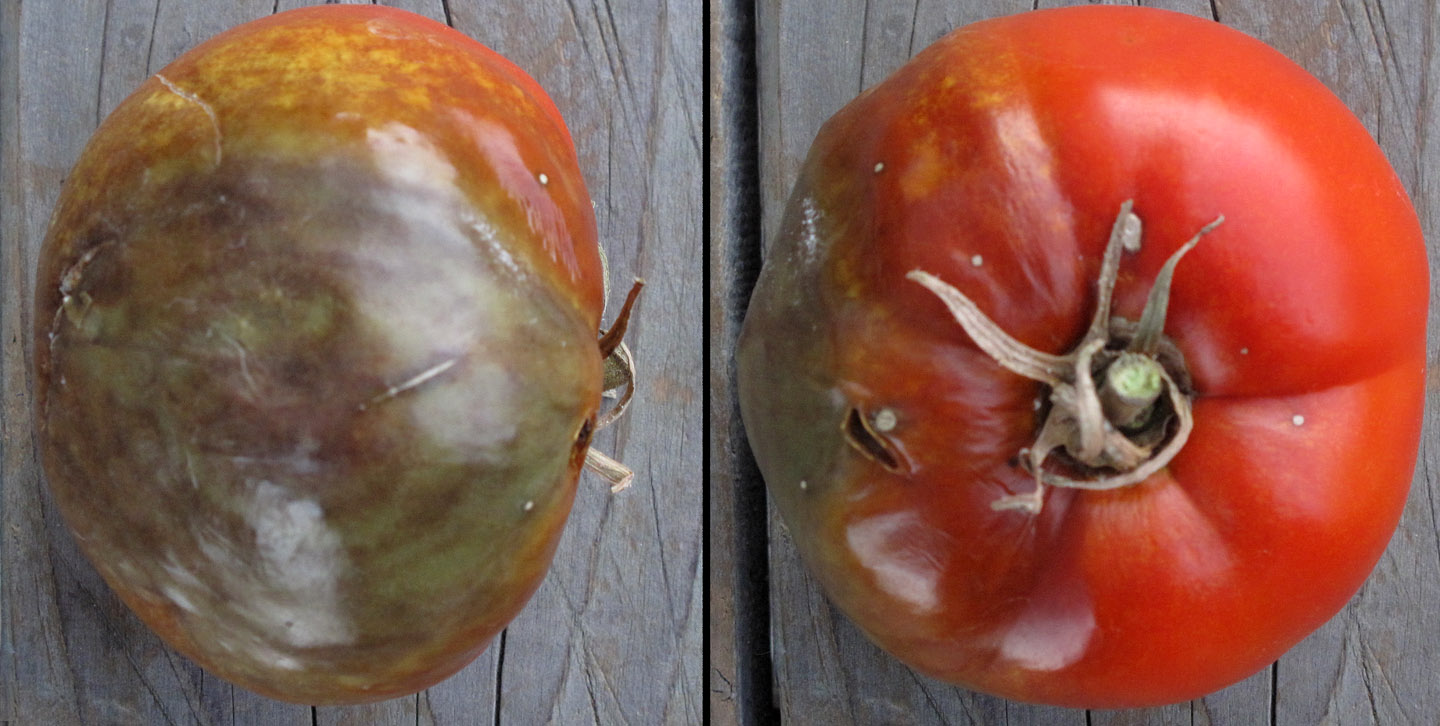
Tomate atteinte par le mildiou (due à un oomycète, Phytophthora infestans).

Les champignons phytopathogènes sont des espèces de micromycètes parasites qui provoquent des maladies cryptogamiques chez les plantes.
Ces champignons appartiennent aux différents groupes du règne des eumycocètes ou « champignons vrais » : ascomycètes, basidiomycètes, chytridiomycètes, zygomycètes et deutéromycètes (champignons imparfaits).
Les agents phytopathogènes responsables de maladies cryptogamiques comprennent aussi des protistes : plasmodiophoramycètes, dont les genres les plus importants sont Plasmodiophora et Spongospora, et oomycètes, qui comprennent notamment la famille des  Peronosporaceae (agents des mildious).
La plupart des champignons sont des saprotrophes. 10 000 espèces fongiques sont considérées comme phytopathogènes et sont la principale cause de maladies chez les plantes et sont responsables d'environ 70 % des maladies des plantes cultivées.
On estime entre dix mille et quinze mille espèces le nombre d'organismes du type champignons ou pseudo-champignons susceptibles d'infecter les plantes (contre une cinquantaine susceptibles d'infecter l'homme).
Les pertes économiques annuelles dues aux maladies fongiques dans l'agriculture mondiale, avant et après la récolte, étaient estimées en 2003 à plus de 200 milliards d'euros, et le coût annuel des traitements fongicides s'élève pour les seuls États-Unis à plus de 600 millions de dollars.
L'infection des plantes par un champignon phytopathogène se déroule selon un processus, appelé « cycle de la maladie », dont la complexité varie selon les espèces, mais qui comprend toujours un certain nombre d'étapes obligatoires (inoculation, adhérence, germination, pénétration et invasion).
Les champignons phytopathogènes sont capables d'infecter n'importe quel tissu  à n'importe quel stade de croissance de la plante, en suivant un cycle biologique complexe qui peut comporter des stades de reproduction sexuée ou asexuée.

## Formes de parasitisme
La colonisation de l'hôte par les champignons phytopathogènes (ou par d'autres agents pathogènes) peut se faire selon deux modes principaux : biotrophe, lorsque l'agent pathogène colonise des tissus vivants, ou nécrotrophe lorsqu'il tue les cellules végétales, à l'aide de toxines, avant de les coloniser. Une catégorie intermédiaire est celle des hémibiotrophes qui commencent par une phase biotrophe avant de devenir nécrotrophes,.
Les champignons nécrotrophes admettent généralement une vaste gamme de plantes hôtes tandis que les espèces biotrophes montrent une grande spécialisation souvent à l'égard d'une seule espèce végétale. La plupart des espèces biotrophes sont des parasites obligatoires, avec une phase de survie saprophyte limitée. Il est généralement impossible de les cultiver artificiellement, à quelques exceptions près comme Podosphaera fusca ou Blumeria graminis.
Les deux groupes les plus importants de champignons phytopathogènes biotrophes sont ceux qui provoquent les rouilles (Basidiomycètes) et les oïdiums (Ascomycètes).

## Principaux genres de champignons et pseudo-champignons phytopathogènes
Selon Australian Centre for International Agricultural Research(ACIAR) et BioMed Research International.
| Classe                                           | Ordre                               | Famille                                  | Genre                                   | Exemples                                                          |
| ------------------------------------------------ | ----------------------------------- | ---------------------------------------- | --------------------------------------- | ----------------------------------------------------------------- |
| Protozoa (Protistes fongiformes) Rhizaria        |                                     |                                          |                                         |                                                                   |
| Plasmodiophoromycetes                            | Phytomyxea (parasites obligatoires) | Plasmodiophoridae                        | Plasmodiophora                          | Hernie du chou (Plasmodiophora brassicae)                         |
| Plasmodiophoromycetes                            | Phytomyxea (parasites obligatoires) | Plasmodiophoridae                        | Polymyxa                                |                                                                   |
| Chromista                                        |                                     |                                          |                                         |                                                                   |
| Oomycetes                                        | Peronosporales                      | Pythiaceae                               | Pythium                                 | Fonte des semis                                                   |
| Oomycetes                                        | Peronosporales                      | Pythiaceae                               | Phytophthora                            | Mildiou de la pomme de terre (Phytophthora infestans)             |
| Oomycetes                                        | Peronosporales                      | Peronosporaceae (parasites obligatoires) | Bremia                                  |                                                                   |
| Oomycetes                                        | Peronosporales                      | Peronosporaceae (parasites obligatoires) | Peronospora                             | Mildiou du tabac (Peronospora hyoscyami f. sp. tabacina)          |
| Oomycetes                                        | Peronosporales                      | Peronosporaceae (parasites obligatoires) | Peronosclerospora                       |                                                                   |
| Oomycetes                                        | Peronosporales                      | Peronosporaceae (parasites obligatoires) | Plasmopara                              | Mildiou de la vigne (Plasmopara viticola)                         |
| Oomycetes                                        | Peronosporales                      | Peronosporaceae (parasites obligatoires) | Pseudoperonospora                       |                                                                   |
| Oomycetes                                        | Peronosporales                      | Albuginaceae                             | Albugo                                  |                                                                   |
| Fungi (champignons vrais) Chytridiomycota        |                                     |                                          |                                         |                                                                   |
| Chytridiomycetes                                 | Chytridiales                        | Olpidiaceae                              | Olpidium                                |                                                                   |
| Chytridiomycetes                                 | Chytridiales                        | Synchytriaceae                           | Synchytrium                             | Galle verruqueuse de la pomme de terre (Synchytrium endobioticum) |
| Blastocladiomycota                               |                                     |                                          |                                         |                                                                   |
| Blastocladiomycetes                              | Blastocladiales                     | Physodermataceae                         | Physoderma                              |                                                                   |
| Zygomycota                                       |                                     |                                          |                                         |                                                                   |
| Zygomycetes                                      | Mucorales                           | Mucoraceae                               | Rhizopus                                |                                                                   |
| Zygomycetes                                      | Mucorales                           | Mucoraceae                               | Choanephora                             |                                                                   |
| Ascomycota (Sous-embranchement Taphrinomycotina) |                                     |                                          |                                         |                                                                   |
| Taphrinomycetes                                  | Taphrinales                         | Taphrinaceae                             | Taphrina                                |                                                                   |
| Ascomycota (Sous-embranchement Pezizomycotina)   |                                     |                                          |                                         |                                                                   |
| Sordariomycetes                                  | Hypocreales                         | Nectriaceae                              | Gibberella (anamorphe=Fusarium)         |                                                                   |
| Sordariomycetes                                  | Hypocreales                         | Nectriaceae                              | Nectria                                 |                                                                   |
| Sordariomycetes                                  | Hypocreales                         | Nectriaceae                              | Neonectria (anamorphe Cylindrocarpon)   | Chancre européen du pommier (Neonectria galligena)                |
| Sordariomycetes                                  | Hypocreales                         | Hypocreaceae                             | Trichoderma                             |                                                                   |
| Sordariomycetes                                  | Hypocreales                         | Clavicipitaceae                          | Claviceps                               | Ergot du seigle (Claviceps purpurea)                              |
| Sordariomycetes                                  | Microascales                        | Ceratocystidaceae                        | Ceratocystis                            |                                                                   |
| Sordariomycetes                                  | Diaporthales                        | Diaporthaceae                            | Diaporthe (anamorphe Phomopsis)         |                                                                   |
| Sordariomycetes                                  | Diaporthales                        | Cryphonectriaceae                        | Cryphonectria (Endothia)                | Chancre du châtaignier (Cryphonectria parasitica)                 |
| Sordariomycetes                                  | Xylariales                          | Amphisphaeriaceae                        | Pestalotia                              |                                                                   |
| Sordariomycetes                                  | Xylariales                          | Amphisphaeriaceae                        | Seiridium                               |                                                                   |
| Sordariomycetes                                  | incertae sedis                      | Plectosphaerellaceae                     | Verticillium                            |                                                                   |
| Sordariomycetes                                  | incertae sedis                      | Glomerellaceae                           | Glomerella (anamorphe=Colletotrichum )  | Anthracnoses                                                      |
| Dothideomycetes                                  | Capnodiales                         | Mycosphaerellaceae                       | Mycosphaerella (anamorphe=Septoria)     | Septoriose du blé (Septoria tritici)                              |
| Dothideomycetes                                  | Capnodiales                         | Mycosphaerellaceae                       | Cercospora (anamorphe Cercosphaerella)  |                                                                   |
| Dothideomycetes                                  | Capnodiales                         | Davidiellaceae                           | Cladosporium                            |                                                                   |
| Dothideomycetes                                  | Botryosphaeriales                   | Planistromellaceae                       | Microcyclus                             | Maladie sud-américaine des feuilles de l'hévéa (Microcyclus ulei) |
| Dothideomycetes                                  | Pleosporales                        | Pleosporaceae                            | Cochliobolus (anamorphe=Bipolaris)      |                                                                   |
| Dothideomycetes                                  | Pleosporales                        | Pleosporaceae                            | Pleospora                               |                                                                   |
| Dothideomycetes                                  | Pleosporales                        | Pleosporaceae                            | Alternaria                              | Alternarioses                                                     |
| Dothideomycetes                                  | Pleosporales                        | Pleosporaceae                            | Stemphylium                             |                                                                   |
| Leotiomycetes                                    | Erysiphales                         | Erysiphaceae                             | Erysiphe (Oidium)                       |                                                                   |
| Leotiomycetes                                    | Erysiphales                         | Erysiphaceae                             | Podosphaera                             |                                                                   |
| Leotiomycetes                                    | Erysiphales                         | Erysiphaceae                             | Sphaerotheca                            |                                                                   |
| Leotiomycetes                                    | Helotiales                          | Sclerotiniaceae                          | Botryotinia (anamorphe Botrytis)        |                                                                   |
| Leotiomycetes                                    | Helotiales                          | Sclerotiniaceae                          | Monilinia (anamorphe Monilia)           |                                                                   |
| Leotiomycetes                                    | Helotiales                          | Sclerotiniaceae                          | Sclerotinia                             |                                                                   |
| Eurotiomycetes                                   | Eurotiales                          | Trichocomaceae                           | Carpenteles (anamorphe Penicillium)     |                                                                   |
| Eurotiomycetes                                   | Eurotiales                          | Trichocomaceae                           | Eurotium (anamorphe Aspergillus         |                                                                   |
| Basidiomycota                                    |                                     |                                          |                                         |                                                                   |
| Ustilaginomycetes                                | Ustilaginales                       | Ustilaginaceae                           | Macalpinomyces                          |                                                                   |
| Ustilaginomycetes                                | Ustilaginales                       | Ustilaginaceae                           | Sporisorium                             |                                                                   |
| Ustilaginomycetes                                | Ustilaginales                       | Ustilaginaceae                           | Ustilago                                | Charbons                                                          |
| Ustilaginomycetes                                | Urocystidales                       | Urocystidaceae                           | Urocystis                               |                                                                   |
| Exobasidiomycetes                                | Tilletiales                         | Tilletiaceae                             | Tilletia                                | Caries                                                            |
| Pucciniomycetes                                  | Pucciniales                         | Pucciniaceae                             | Uromyces                                | Rouilles                                                          |
| Pucciniomycetes                                  | Pucciniales                         | Pucciniaceae                             | Puccinia                                | Rouilles                                                          |
| Agaricomycetes                                   | Atheliales                          | Atheliaceae                              | Athelia                                 |                                                                   |
| Agaricomycetes                                   | Agaricales                          | Physalacriaceae                          | Armillaria                              | Pourridiés                                                        |
| Agaricomycetes                                   | Agaricales                          | Marasmiaceae                             | Moniliophthora                          |                                                                   |
| Agaricomycetes                                   | Agaricales                          | Mycenaceae                               | Mycena                                  |                                                                   |
| Agaricomycetes                                   | Agaricales                          | Typhulaceae                              | Typhula (anamorphe Sclerotium)          |                                                                   |
| Agaricomycetes                                   | Cantharellales                      | Ceratobasidiaceae                        | Thanatephorus (anamorphe : Rhizoctonia) |                                                                   |
| Agaricomycetes                                   | Hymenochaetales                     | Hymenochaetaceae                         | Phellinus                               |                                                                   |
| Agaricomycetes                                   | Polyporales                         | Ganodermataceae                          | Ganoderma                               |                                                                   |

## Les dix principaux champignons phytopathogènes
Selon une enquête internationale menée en 2012 auprès de mycologues par la revue Molecular Plant Pathology, on a identifié les dix espèces ou genres de champignons phytopathogènes les plus importants, en tenant compte tant des aspects scientifiques qu'économiques. Ces organismes pathogènes, dont six sur dix attaquent plus spécifiquement les cultures de céréales, seraient les suivants :
1. Magnaporthe oryzae, agent de la pyriculariose du riz ;
2. Botrytis cinerea, agent de la pourriture grise ;
3. Puccinia spp., agents de rouilles affectant notamment les Poaceae (dont les céréales et plus particulièrement le blé) ;
4. Fusarium graminearum, agent de la fusariose du maïs et de la fusariose ou gale du blé ;
5. Fusarium oxysporum, agent de la fusariose vasculaire qui affecte de nombreuses plantes cultivées ;
6. Blumeria graminis, agent de l'oïdium des céréales ;
7. Mycosphaerella graminicola, agent de la septoriose du blé ;
8. Colletotrichum spp., agents des anthracnoses affectant de nombreuses plantes, notamment arbres fruitiers, plantes maraîchères et ornementales, et causant des pertes post-récolte importantes chez les fruits et légumes entreposés ;
9. Ustilago maydis, agent du charbon du maïs et organisme modèle pour la recherche en phytopathologie et en génétique des plantes ;
10. Melampsora lini, agent de la rouille du lin, qui doit sa place dans le classement à son rôle de « système modèle » pour l'étude de l'immunité chez les plantes.

## Espèces considérées comme agent potentiels de guerre biologique
Plusieurs espèces de champignons phytopathogènes ont été classées comme agents potentiels de guerre biologique par l'armée américaine.
Ces espèces sont les suivantes :
- Colletotrichum coffeanum, responsable de l'anthracnose des baies du caféier,
- Cochiliobolus miyabeans  (Helminthosporium oryzae), responsable de l'helminthosporiose du riz,
- Microcyclus ulei (syn. Dothidella ulei), responsable de la maladie sud-américaine des feuilles de l'hévéa,
- Puccinia graminis (syn. Puccinia graminis fsp. tritici), agent de la rouille noire du blé,
- Puccinia striiformis (syn. Puccinia glumarium), agent de la rouille jaune des graminées,
- Pyricularia grisea (syn. Pyricularia oryzae), responsable de la pyriculariose du riz.